# Breaking Bad/Staffel 5

## Handlung

### Teil 1
Zu Beginn der fünften Staffel ist Walter White damit beschäftigt, sämtliche Indizien loszuwerden, die ihn mit dem Mord an Gus Fring in Verbindung bringen könnten, u. a. die Materialien zur Herstellung der Rohrbombe und die Maiglöckchen, mit denen er Brock vergiftet hatte, um gegenüber Jesse Pinkman Gus Fring die Schuld zuzuschieben. Mike Ehrmantraut lässt sich dazu überreden, zusammen mit Walter und Jesse das Drogengeschäft neu aufzuziehen. Seine Beziehungen und Kenntnisse aus dem Kartell von Gus helfen dabei; gleichzeitig sieht er sich in der Pflicht, die inhaftierten früheren Mittäter, die als Mitwisser eine Gefahr darstellen, auszuzahlen und so ruhig zu stellen. Gus’ Laptop, auf dem Videoaufzeichnungen aus dem „Superlabor“ vermutet wurden, kann trotz Aufbewahrung in einer Asservatenkammer vor den Augen der Polizei zerstört werden. Lydia Rodarte-Quayle, Logistikchefin bei Madrigal Electromotive GmbH, willigt nur zögerlich ein, weiterhin den Rohstoff zur Herstellung des Methamphetamins zu liefern, die sie über die Firmenvertriebskanäle leitet. Saul Goodman schlägt verschiedene neue Produktionsstandorte vor; ausgewählt wird schließlich der Schädlingsbekämpfungsbetrieb Vamonos Pest. Dieser räuchert Schädlinge aus Familienhäusern aus, wobei die Häuser für eine bestimmte Zeit von ihren Bewohnern verlassen und zeltartig verpackt werden. Die verlassenen Häuser werden mithilfe eines mobilen Labors zur Methamphetamin-Produktion genutzt.
Skyler White ist davon überzeugt, dass sich Walter trotz Gus’ Ableben weiterhin in Gefahr befindet. Aufgrund ihrer Angst um sich und ihre Kinder bittet sie ihre Schwester Marie darum, die Kinder aufzunehmen. Als Grund schiebt sie Beziehungsprobleme zwischen sich und Walter vor. Ihr Plan ist, resigniert auf die Rückkehr von Walters Krebs zu warten.
Das zur Herstellung des Methamphetamin genutzte Methylamin besorgen sich Walter, Jesse und Mike, indem sie mit Unterstützung des Vamonos-Pest-Teams einen Güterzug berauben und den entnommenen Teil dieser Chemikalie im Kesselwagen durch Wasser ersetzen. Todd, einer der Vamonos-Pest-Mitarbeiter, erschießt dabei ein zufällig am Tatort auftauchendes Kind. Aufgrund verschiedener Umstände entschließen sich Jesse und Mike, vollständig aus dem Methamphetamin-Geschäft auszusteigen. Beide wollen ihren Teil des geraubten Methylamin zu je 5 Mio. US-Dollar an den Methamphetamin-Drogenboss Declan aus Phoenix verkaufen. Declan jedoch verlangt aus Monopolgründen das gesamte geraubte Methylamin. Dies ermöglicht es Walter, den Verkaufsplan von Jesse und Mike zu durchkreuzen, indem er den Verkauf seines Anteils verweigert. Aufgrund seines Rufs als Heisenberg gelingt es ihm, stattdessen mit Declan einen Handel zu schließen, der eine ordentliche Abfindung für Mike vorsieht. Obwohl Walter sich weigert, Jesse seinen Anteil auszuzahlen, steigt dieser ungeachtet seines finanziellen Verlusts aus. Auf Jesses Stelle als Assistenzkoch rückt Todd.
Ein von Mike beauftragter Anwalt, der die Geldzahlungen an die Angehörigen der inhaftierten Mitwisser von Gus ehemaligem Drogenkartell über Bankschließfächer durchführt, wird verhaftet. Damit wird der Geldfluss so unterbrochen, dass den Inhaftierten für den Moment keine Anreize mehr gesetzt sind zu schweigen, was für Walter gefährlich werden könnte.
Als der Ermittlungsfokus der DEA sich immer mehr auf Mike konzentriert, entscheidet dieser sich, für immer unterzutauchen. Dies bedeutet zudem, dass er keine weiteren Anstrengungen unternehmen wird, die Angehörigen der Inhaftierten weiterhin mit Geld zu versorgen oder anderweitig zum Schweigen zu bringen. Mike weigert sich die Namen der inhaftierten Mitwisser preiszugeben und wirft Walt vor, ein unverbesserlicher Egoist zu sein, der alles zerstört, was er anfasst. Walt ist beleidigt und erschießt ihn im Affekt.
Walter erfährt die Namen der betreffenden Inhaftierten schließlich von Lydia und beauftragt Todds Onkel Jack, über seine Verbindungen in die Haftanstalten die Mitwisser nahezu gleichzeitig ermorden zu lassen. Mit Hilfe von Lydia wird das Methamphetamin über das Unternehmen Madrigal nach Tschechien exportiert. Dabei häuft Walter eine außergewöhnlich große Menge Bargeld an, welche er stets an Skyler weiterreicht, die immer noch für ihn über die Autowaschanlage die Geldwäsche betreibt. Schließlich bekommt Jesse nun doch seinen 5-Millionen-Anteil an dem Methylamin-Raub und Walter steigt endgültig aus dem Drogengeschäft aus.
Monate später lebt die Familie White wieder vereint unter einem Dach. Alles scheint in ruhigen Bahnen zu verlaufen – bis Hank bei einem Besuch auf der Toilette durch Zufall das Buch Leaves of Grass von Walt Whitman mit einer Widmung von Gale Boetticher findet. Hank erkennt nun anhand dieses Indizes, dass Walter Heisenberg sein muss.
Bereits zu Beginn der fünften Staffel wurde in Form einer Vorausschau gezeigt, wie Walter an seinem 52. Geburtstag in einem Diner illegal ein M60 erwirbt.

### Teil 2
Hank nimmt die Untersuchung des Falls Fring wieder auf. Es kommt zur Konfrontation zwischen Walter und Hank, bei der es weder Hank gelingt, Walter zur Aufgabe zu bewegen, noch Walter, Hank ruhigzustellen. Hank, der für Walters Schuld nur ein Indiz, aber keinen Beweis oder Zeugen hat, wendet sich daher nun an Skyler. Da diese aber mit Walter kooperiert, verweigert sie gegenüber Hank die Aussage. Walter vergräbt derweil sein Geld in der abgelegenen Wüste und notiert sich die GPS-Koordinaten des Verstecks in Form eines Lotterieloses.
Um Hanks Ermittlungen zu beenden und einen „Waffenstillstand“ innerhalb der Familie zu erzwingen, dreht Walter ein Geständnisvideo. Anstelle eines tatsächlichen Geständnisses stellt Walter darin Hank als eigentlichen Kopf (Heisenberg) der Drogenoperation dar und sich selbst als genötigten Handlanger. Einen Datenträger mit diesem Video übergeben Walter und Skyler Hank und Marie an einem neutralen Ort. Hank lässt sich jedoch auch durch diese Drohung nicht von seinem Ziel abbringen, Walter zu Fall zu bringen.
Lydia veranlasst die Ermordung des Drogenbosses Declan und seiner Männer durch Todd und die „Aryan Brotherhood“-Gang dessen Onkels Jack. Diese Gang übernimmt nun die Drogenproduktion; Todd nutzt seine Koch-Kenntnisse, die er als Walters Gehilfe erworben hat, erreicht aber weder den Reinheitsgrad noch die blaue Farbe.
Der an Depressionen leidende Jesse wirft sein Banknotenvermögen bündelweise aus dem fahrenden Auto in Vorgärten eines ärmlichen Stadtviertels. Nachdem seine Fahrt abseits der Straße geendet hat, wird er in Polizeigewahrsam genommen und verhört. Bei der Vernehmung schweigt Jesse jedoch. Hank, der im Geheimen vor der DEA weiter ermittelt, nutzt die Gelegenheit, im Einzelgespräch mit Jesse sein Wissen über Walter mitzuteilen und eine Kronzeugenregelung anzubieten, auf die Jesse nicht eingeht. Schließlich erreicht Jesses Anwalt Saul den Vernehmungsraum und nimmt Jesse mit. Jesse will nun untertauchen und mithilfe Sauls Beziehungen ein neues Leben woanders beginnen. Durch Zufall begreift er, dass Walter doch die Verantwortung für Brocks Vergiftung trägt. Daraufhin versucht er, Walters Haus in Brand zu stecken, wird jedoch von Hank abgehalten.
Hank kann Jesse davon überzeugen, gemeinsam gegen Walter vorzugehen, um dessen Inhaftierung zu erwirken. Jesse soll als Zeuge gegen Walter aussagen und legt gegenüber Hank und Steven Gomez, den Hank ins Vertrauen gezogen hat, unter Ausschluss der DEA ein Geständnis auf Video ab. Währenddessen zieht Walter mit seiner Familie unter einem Vorwand in ein Hotel und vereinbart telefonisch mit Jesse ein Treffen. Das Treffen unter Aufsicht von Hank und Steven findet nicht statt, da Jesse am Treffpunkt eine von Walter gestellte Falle wittert. Jesse ruft stattdessen Walter von einer Telefonzelle aus an und droht ihm. Walter beauftragt Todds Onkel Jack und seine Gang daraufhin mit dem Mord an Jesse. Als Gegenleistung wird Walt ein letztes Mal Methamphetamin kochen.
Saul Goodmans Handlanger Huell, der Walter beim Sichern des Bargelds geholfen hat, wird von Hank und Steven Gomez mit einem gestellten Foto des angeblich toten Jesse dazu gebracht, Informationen zu Walters Vermögen herauszurücken. Das genaue Versteck kennt jedoch nur Walter. Mit den von Huell erhaltenen Informationen kann Hank Jesse veranlassen, Walter anzurufen und glaubhaft zu behaupten, er hätte das Versteck des Geldes gefunden und wolle es jetzt verbrennen. Daraufhin fährt Walter in Panik zu dem Versteck, und Hank folgt ihm dorthin. Als Walter am Versteck ankommt und die Finte offensichtlich wird, ruft er verzweifelt Jack zu Hilfe, teilt ihm die notierten Koordinaten mit, bläst die Aktion jedoch gleich wieder ab, als er Hank im Verfolgerauto erkennt. Hank als Familienmitglied ist für ihn tabu, weshalb er keine andere Möglichkeit sieht, als sich zu stellen. Walter lässt sich von Hank verhaften, was dieser telefonisch sofort Marie mitteilt. Jacks Gang taucht dennoch auf, und es kommt zu einem Schusswechsel, bei dem Gomez stirbt und Hank angeschossen wird. Walter versucht Jack zu überzeugen, Hank am Leben zu lassen und bietet dafür sein gesamtes Geld an. Jack erschießt Hank dennoch, woraufhin Walter zusammenbricht. Jack vermutet aufgrund von Walters exakten Koordinaten, dass dessen Geld dort vergraben liegt, und lässt es ausgraben. Eines der sieben Fässer, in dem sich etwa 11 Millionen US-Dollar in bar befinden, wird Walter überlassen. Dieser entdeckt Jesse unter seinem Auto und verlangt von der Gang, ihn wie vereinbart zu ermorden. Nach Todds Einwand, Jesse könne vor seinem Tod noch wichtige Informationen über den Kenntnisstand der Polizei liefern, wird dieser mit Walters Einverständnis zunächst am Leben gelassen und zum Abschied mit dessen Geständnis konfrontiert, dass er Janes Tod hätte verhindern können. Todds Rettung von Jesse geschieht nicht uneigennützig, da er ihn anschließend gefangen hält und dazu nutzt, wie von Lydia, zu der er sich hingezogen fühlt, gefordert die Qualität der Methamphetamin-Produktion zu verbessern.
Währenddessen klärt Marie, die Jesses Geständnis kennt, Skyler und Walter Jr. über die vermeintliche Verhaftung von Walter auf. Im Austausch gegen Kooperation bietet Marie an, Skyler vor Strafverfolgung zu beschützen. Als der in sein Haus zurückgekehrte Walter Skyler durch seine Anwesenheit überrascht und zum Fliehen bewegen will, eskaliert die Lage, als sie daraus auf den Tod Hanks schließt. Dies bekommt auch Walter Junior mit, der nach einem Handgemenge, bei dem Skyler Walter mit einem Küchenmesser verletzt, die Polizei ruft. Bei seiner anschließenden Flucht entführt Walter die gemeinsame Tochter Holly, die jedoch unterwegs an einer Raststätte, wo Walter ihr die Windeln wechselt, weinend nach ihrer Mutter ruft, woraufhin Walter Skyler über sein Mobiltelefon kontaktiert. Während die anwesende Polizei das Telefonat aufzeichnet, erhalten die anwesenden Personen, darunter auch Marie, die Gewissheit, dass Hank tot ist. Unter Tränen beschimpft Walter seine Frau am Telefon und entlastet sie, indem er betont, dass er allein für die illegalen Geschäfte verantwortlich sei und Skyler möglicherweise dasselbe Schicksal erleiden könne wie Hank, wenn sie ihm in die Quere komme. Nach dem Ende des Telefonats zerstört er sein Mobiltelefon – trotz gegenteiliger Aussage seiner Frau musste er davon ausgehen, das Gespräch werde überwacht – und setzt seine Tochter in einer Feuerwache aus.
Jesse wird derweil im Unterschlupf von Jacks Gang festgehalten und beginnt dort für sie Meth zu kochen. Um ihn unter Druck zu setzen, damit er die Arbeit gewissenhaft durchführen und nicht fliehen kann, wird Jesse permanent angekettet und erhält ein Foto von Andrea und Brock. Dennoch entschließt er sich zur Flucht. Die Handschellen öffnet er mithilfe einer Büroklammer, welche auf dem Foto angebracht war und schafft es aus seiner Zelle zu entkommen, wird aber am Grundstückszaun von der Gang geschnappt. Die Forderung Jesses, ihn zu erschießen, da er sich weigert, weiter Meth zu kochen, lehnt die Gang ab. Stattdessen muss er hilflos mitansehen, wie Todd Andrea aus ihrem Haus lockt und sie hinterrücks mit einem Kopfschuss ermordet. Mit dem Hinweis auf Brock fügt sich Jesse und setzt die Arbeit fort.
Mithilfe Sauls Beziehungen taucht Walter unter und wird mit neuer Identität in einer einsamen Hütte in New Hampshire einquartiert. Mehrere Monate vergehen in Einsamkeit und unter Einhaltung einer Kontaktsperre. Zusätzlich kehrt seine Krebserkrankung zurück, weshalb er sich Medikamente für eine Chemotherapie in die Hütte bringen lässt. Walter gelingt es nicht, sein verbliebenes Vermögen seinem Sohn direkt zu geben. Inspiriert durch ein Fernsehinterview macht er sich auf, Elliott und Gretchen mit einem Bluff zu zwingen, sein Geld Walter Jr. zu seinem 18. Geburtstag zu geben, ohne diesen wissen zu lassen, dass es von seinem Vater ist.
Walter beschafft sich das hinter einer Steckdosenblende versteckte Rizin aus seinem verlassenen Haus, womit er Lydia vergiftet. Das M60-Maschinengewehr montiert er auf einem selbstgebauten Schwenkmechanismus, der im Kofferraum seines Wagens versteckt ist und mit dem Öffnungsmechanismus der Kofferraumklappe gekoppelt ist. Er verabschiedet sich von Skyler und teilt ihr dabei den Ort mit, an dem die Leichen von Hank und Gomez begraben sind. Sie soll diese Information gegen Straffreiheit bei der DEA eintauschen.
So vorbereitet fährt Walter zum Unterschlupf von Jacks Gang, die er größtenteils mit dem Maschinengewehr dezimiert. Er kann Jesse retten, wird jedoch dabei selbst getroffen. Jesse tötet mit seinen Handfesseln Todd, während Walter den schwer verletzten Jack, auf gleiche Weise wie dieser Hank erschoss, erschießt. Walter bittet Jesse darum, ihn zu erschießen, was dieser ablehnt. Lydias Anruf auf Todds Telefon wird von Walter beantwortet, der ihr mitteilt, dass er sie vergiftet hat. Jesse flieht, während Walter sich in das nahegelegene Labor begibt, wo er seiner Verletzung erliegt, kurz bevor die Polizei ihn findet.

## Besetzung
| Rolle                          | Schauspieler   | Deutsche Synchronsprecher |
| ------------------------------ | -------------- | ------------------------- |
| Walter „Walt“ White/Heisenberg | Bryan Cranston | Joachim Tennstedt         |
| Jesse Pinkman                  | Aaron Paul     | Marcel Collé              |
| Skyler White                   | Anna Gunn      | Susanne von Medvey        |
| Walter White, Jr.              | RJ Mitte       | Nicola Devico Mamone      |
| Hank Schrader                  | Dean Norris    | Lutz Schnell              |
| Marie Schrader                 | Betsy Brandt   | Gundi Eberhard            |
| Saul Goodman                   | Bob Odenkirk   | Michael Pan               |
| Michael „Mike“ Ehrmantraut     | Jonathan Banks | Eberhard Haar             |
| Lydia Rodarte-Quayle           | Laura Fraser   | Marie Bierstedt           |
| Todd Alquist                   | Jesse Plemons  | Tobias Müller             |

| Rolle                   | Schauspieler           | Deutsche Synchronsprecher |
| ----------------------- | ---------------------- | ------------------------- |
| Steven Gomez            | Steven Michael Quezada | Sebastian Christoph Jacob |
| Jack Welker             | Michael Bowen          | Ronald Nitschke           |
| Kenny                   | Kevin Rankin           | Asad Schwarz-Msesilamba   |
| Huell Babineaux         | Lavell Crawford        | Christoph Banken          |
| Andrea Cantillo         | Emily Rios             | Marie-Luise Schramm       |
| Brandon „Badger“ Mayhew | Matt L. Jones          | Tim Sander                |
| Skinny Pete             | Charles Baker          | Tobias Kluckert           |

## Episoden
Die fünfte Staffel wurde in zwei Teile mit je acht Episoden aufgeteilt, wobei die ersten acht vom 15. Juli bis zum 2. September 2012 gezeigt wurden. Die deutschsprachige Erstausstrahlung der ersten acht Folgen erfolgte vom 4. Oktober bis 22. November 2012 vom deutschen Pay-TV-Sender AXN. Die deutsche Free-TV-Premiere startete am 6. Dezember 2013 bei ARTE. Die zweite Hälfte der fünften Staffel wurde vom 11. August bis zum 29. September 2013 von AMC ausgestrahlt. Die deutschsprachige Erstausstrahlung begann am 9. Oktober 2013 auf dem Pay-TV-Sender AXN.
| Nr. (ges.) | Nr. (St.) | Deutscher Titel                                                 | Originaltitel    | Erstausstrahlung USA | Deutschsprachige Erstausstrahlung (D) | Regie             | Drehbuch             | Zuschauer (USA) |
| --- | --------- | --------------------------------------------------------------- | ---------------- | -------------------- | ------------------------------------- | ----------------- | -------------------- | --------------- |
| Teil 1 |           |                                                                 |                  |                      |                                       |                   |                      |                 |
| 47 | 1         | Lebe frei oder stirb                                            | Live Free or Die | 15. Juli 2012        | 4. Okt. 2012                          | Michael Slovis    | Vince Gilligan       | 2,931 Mio.      |
| Walter entsorgt die Spuren seiner Taten, dabei fallen ihm die Sicherheitskameras des Labors ein. Gemeinsam mit dem heimgekehrten Mike suchen Jesse und Walter eine Lösung, um die Aufnahmen der Kameras zu vernichten, die auf einem Notebook gespeichert sind. Schließlich verwenden sie einen riesigen Hubmagneten vom Schrottplatz, den sie in einem Wagen neben der Asservatenkammer abstellen und anschalten. |           |                                                                 |                  |                      |                                       |                   |                      |                 |
| 48 | 2         | Madrigal                                                        | Madrigal         | 22. Juli 2012        | 11. Okt. 2012                         | Michelle MacLaren | Vince Gilligan       | 2,294 Mio.      |
| Jesse und Walter suchen die verschwundene Rizin-Zigarette, mit der Jesse Gus töten sollte. Schließlich findet Jesse in seinem Staubsauger eine von Walter platzierte Zigarette. Mike trifft Lydia, die früher anscheinend mit Gus zusammengearbeitet hat und nun polizeiliche Untersuchungen fürchtet. Mike soll einige Menschen töten, die auspacken könnten, da die Polizei ihre Gelder eingefroren hat, er weigert sich jedoch. Walter, Jesse und Mike beschließen gemeinsam wieder mit dem Kochen von Meth anzufangen. |           |                                                                 |                  |                      |                                       |                   |                      |                 |
| 49 | 3         | Gefahrenzulage                                                  | Hazard Pay       | 29. Juli 2012        | 18. Okt. 2012                         | Adam Bernstein    | Peter Gould          | 2,197 Mio.      |
| Walter, Jesse und Mike suchen mit Saul geeignete Plätze zum Kochen. Schließlich nutzen sie Häuser, die zur Schädlingsbekämpfung mit Planen abgeschottet werden. Die erste Ladung bringt über eine Million ein, doch aufgrund vieler Abzüge, die Mike einrechnet, erhält Walter seines Erachtens zu wenig Geld. Währenddessen manipuliert Walter Jesse so, dass dieser seine Freundin Andrea verlässt. |           |                                                                 |                  |                      |                                       |                   |                      |                 |
| 50 | 4         | 51                                                              | Fifty-One        | 5. Aug. 2012         | 25. Okt. 2012                         | Rian Johnson      | Sam Catlin           | 2,287 Mio.      |
| Skyler bricht wegen Schuldgefühlen und den Drogengeschäften zusammen und wünscht Walter den Tod. Die Kinder bringt sie gegen Walters Willen zu Hank und Marie, um sie vor Walters und ihrem Einfluss fernzuhalten. Hank stattet während seiner DEA-Ermittlungen Lydia einen Besuch ab. Als diese einen GPS-Tracker an einem Methylamin-Fass entdeckt, glaubt Mike, sie versuche nur von den Drogengeschäften Abstand zu bekommen, und will sie töten. Jesse protestiert jedoch und Walter will nicht auf das Methylamin verzichten, das Lydia liefert. |           |                                                                 |                  |                      |                                       |                   |                      |                 |
| 51 | 5         | Tödliche Fracht                                                 | Dead Freight     | 12. Aug. 2012        | 1. Nov. 2012                          | George Mastras    | George Mastras       | 2,480 Mio.      |
| Walter platziert in Hanks Büro eine Wanze und erfährt so, dass alle Methylamin-Fässer mit GPS-Trackern versehen sind. Walter, Jesse und Mike wollen deshalb einen Zug überfallen, der einen Kesselwagen voller Methylamin mit sich führt. Der Raub soll unbemerkt geschehen. Der Zug wird mittels eines „kaputten“ LKWs, der auf den Schienen steht, angehalten und das Methylamin daraufhin durch Wasser ersetzt. Als der Überfall erledigt scheint, bemerken Walter, Jesse und Todd, einer der Schädlingsbekämpfer, der den beiden geholfen hat, einen Jungen, der sie beobachtet. Todd erschießt den potentiellen Mitwisser. |           |                                                                 |                  |                      |                                       |                   |                      |                 |
| 52 | 6         | Ausverkauf Buyout (Alternativtitel)                             | Buyout           | 19. Aug. 2012        | 8. Nov. 2012                          | Colin Bucksey     | Gennifer Hutchison   | 2,809 Mio.      |
| Jesse fühlt sich für den Mord an dem Jungen schuldig, während Walter dies weniger berührt. Mike und Jesse wollen aussteigen und ihren Anteil des Methylamins für je fünf Millionen US-Dollar an Dealer aus Phoenix verkaufen, Jesse aus Schuldgefühlen und Mike, da er von der DEA beschattet wird. Da stellt sich heraus, dass das Geschäft nur zustande kommt, wenn alle drei Anteile verkauft werden. Walter will sich jedoch nicht auszahlen lassen: Das Meth, das er mit allen Anteilen kochen könnte, wäre schließlich 300 Millionen US-Dollar wert. Jesse und Mike versuchen Walter zum Aussteigen zu bewegen, doch Walter kann das Methylamin entwenden und unterbreitet ihnen ein neues Angebot, bei dem jeder gewinnen soll. |           |                                                                 |                  |                      |                                       |                   |                      |                 |
| 53 | 7         | Sagen Sie meinen Namen                                          | Say My Name      | 26. Aug. 2012        | 15. Nov. 2012                         | Thomas Schnauz    | Thomas Schnauz       | 2,979 Mio.      |
| Walter lässt die Dealer aus Phoenix sein Meth für 35 % vom Erlös verkaufen. Mike erhält seine fünf Millionen US-Dollar. Jesse bleibt dabei auszusteigen, obwohl Walter ihn als Koch einplant und ihm sein Geld verweigert. Walter lernt daraufhin Todd zum Methkochen an. Die DEA findet Geld von Mike bei dessen Anwalt. Als dieser auspacken will, flüchtet Mike. Walter bringt ihm zu diesem Zweck seine vorbereitete Flucht-Tasche. Bei der Übergabe möchte er jedoch die Liste der Menschen, die auspacken könnten. Als Mike diese nicht herausgeben will, erschießt Walter ihn im Zorn. Walter wird im Nachhinein klar, dass er diese Liste von Lydia bekommen kann. |           |                                                                 |                  |                      |                                       |                   |                      |                 |
| 54 | 8         | Im Gleitflug Walt Whitman: „Gliding Over All“ (Alternativtitel) | Gliding Over All | 2. Sep. 2012         | 22. Nov. 2012                         | Michelle MacLaren | Moira Walley-Beckett | 2,781 Mio.      |
| Lydia gibt Walter die Liste und schlägt dabei vor, sein Produkt mit ihrer Hilfe nach Tschechien zu exportieren. Walter willigt ein. Die Leute auf der Liste lässt er in den Gefängnissen umbringen. Daraufhin kocht Walter mit Todd mehrere Monate Meth, das Geschäft floriert. Als Marie meint, es wäre Zeit die Kinder zurückzunehmen, zeigt Skyler Walter, wie viel Geld er angesammelt hat. Daraufhin meint Walter, dass er mit dem Methkochen aufhört. Er besucht Jesse, redet mit ihm über alte Zeiten und lässt ihm Geld da. Als Familie vereint, sitzen die Whites mit Marie und Hank bei strahlendem Sonnenschein am Pool des Hauses. Als Hank auf der Toilette der Whites in einem Buch eine Widmung von Gale Boetticher für Walter entdeckt, ist er schockiert. |           |                                                                 |                  |                      |                                       |                   |                      |                 |
| Teil 2 |           |                                                                 |                  |                      |                                       |                   |                      |                 |
| 55 | 9         | Blutgeld                                                        | Blood Money      | 11. Aug. 2013        | 9. Okt. 2013                          | Bryan Cranston    | Peter Gould          | 5,915 Mio.      |
| Hank sucht in den Akten des Falls Heisenberg nach Verbindungen zu Walter, um seinen Verdacht zu bestätigen. Jesse fühlt sich für den Tod des von Todd erschossenen Jungen schuldig und will dessen Familie über Saul Goodman Geld zukommen lassen. Auch Mikes Enkeltochter will er eine Tasche mit Geld schenken, da er glaubt, dass Walter Mike getötet hat. Walter versucht ihn vom Gegenteil zu überzeugen. Lydia will wieder mit Walter ins Geschäft kommen, dieser lehnt jedoch ab. Walter wird klar, dass Hank ihm auf die Schliche gekommen sein muss, und macht ihm daraufhin indirekt deutlich, dass er Heisenberg ist. Dennoch versucht er ihn davon abzubringen die Ermittlungen gegen ihn fortzusetzen, da sein Krebs schon eine Weile wieder zurück ist und er deshalb wahrscheinlich nicht mehr lange leben wird. |           |                                                                 |                  |                      |                                       |                   |                      |                 |
| 56 | 10        | Vergraben Begraben (Alternativtitel)                            | Buried           | 18. Aug. 2013        | 16. Okt. 2013                         | Michelle MacLaren | Thomas Schnauz       | 4,771 Mio.      |
| Hank versucht Skyler dazu zu bewegen, Walter zu belasten. Sie verrät Walter jedoch nicht. Walter lässt sein Geld unterdessen aus seinem Versteck holen und vergräbt es in der Wüste. Als Marie erfährt, seit wann Skyler bereits von Walters Drogen-Geschäften wusste, versucht sie erfolglos Holly aus der Wohnung zu holen. Lydia lässt mit Todds Hilfe Declan und seine Männer, die minderwertiges Meth lieferten, beseitigen. Jesse, der sein Geld in Albuquerque verteilt hat, wird festgenommen. |           |                                                                 |                  |                      |                                       |                   |                      |                 |
| 57 | 11        | Geständnisse                                                    | Confessions      | 25. Aug. 2013        | 23. Okt. 2013                         | Michael Slovis    | Gennifer Hutchison   | 4,845 Mio.      |
| Jesse wird von Hank verhört, er gesteht aber nichts, bis Saul Goodman ihn befreit. Walter nimmt ein Geständnis auf, in dem er aussagt, dass er von Hank gezwungen wurde, Meth zu kochen, und gibt Hank und Marie dieses als Drohung. Walter schlägt Jesse vor, die Stadt zu verlassen und ein neues Leben anzufangen, Jesse willigt schließlich ein. Kurz bevor dieser wegfahren will, erkennt er jedoch, dass ihm damals bei Saul die Rizin-Zigarette gestohlen wurde, von der er geglaubt hatte, dass Gus mit ihr Brock vergiftet habe. Jesse sucht zunächst Saul auf und schlägt ihn zusammen, von ihm wird er an Walter verwiesen. Daraufhin vergießt er wutentbrannt Benzin im Haus der Whites. |           |                                                                 |                  |                      |                                       |                   |                      |                 |
| 58 | 12        | Tollwütiger Hund                                                | Rabid Dog        | 1. Sep. 2013         | 30. Okt. 2013                         | Sam Catlin        | Sam Catlin           | 4,413 Mio.      |
| Jesse wurde von Hank aufgehalten, damit sie Walter gemeinsam zur Strecke bringen. Unter einem Vorwand zieht Walter mit seiner Familie in ein Hotel. Währenddessen lässt er Jesse suchen und vereinbart telefonisch mit Jesse ein Treffen um alles zu erklären. Jesse soll verkabelt von Hank mit Walter sprechen. Jesse, der sich bedroht fühlt, ruft Walter stattdessen von einer Telefonzelle aus an und droht ihm. Zu Hank meint er, er habe eine andere Möglichkeit gefunden, Walter zu kriegen. Schließlich ruft Walter Todd an, er habe einen Job für Jacks Gang. |           |                                                                 |                  |                      |                                       |                   |                      |                 |
| 59 | 13        | To’hajiilee                                                     | To’hajiilee      | 8. Sep. 2013         | 6. Nov. 2013                          | Michelle MacLaren | George Mastras       | 5,110 Mio.      |
| Lydia ist von der Beschaffenheit des von Todd hergestellten Meth nicht überzeugt. Walter beauftragt Jacks Gang mit der Ermordung Jesses, dafür soll er ein letztes Mal Meth kochen. Huell, der Bodyguard Sauls, wird von Hank befragt und erzählt von Walters Geld in der Wüste. Mithilfe eines Anrufs von Jesse, er habe Walters Geld gefunden und einem vermeintlichen Bild von diesem, bringt Hank Walter dazu, unwissentlich Hank, Gomez und Jesse zu dem Geld zu führen. Hank legt Walter in Handschellen, als die zur Ermordung Jesses verständigte Gang auftaucht. Walter versucht erfolglos, diese von einer Schießerei abzubringen. |           |                                                                 |                  |                      |                                       |                   |                      |                 |
| 60 | 14        | Ozymandias                                                      | Ozymandias       | 15. Sep. 2013        | 13. Nov. 2013                         | Rian Johnson      | Moira Walley-Beckett | 6,366 Mio.      |
| Beim Schusswechsel mit Jacks Gang findet Gomez den Tod, der angeschossene Hank wird unter Walters Protest von Jack hingerichtet. Die Gang bemächtigt sich Walters Geld, lässt ihm jedoch einen Teil von rund 11 Millionen US-Dollar zurück. Jesse wird gefangen genommen und soll nach körperlicher Misshandlung einem Sklaven ähnlich mit Todd Meth kochen. Skyler offenbart Walter Jr. unter Druck Maries, Walter sei von Hank verhaftet worden, die Wahrheit. Als Walter mit seiner Familie flüchten will, eskaliert die Situation, weil er keine Auskunft über Hanks Verbleib geben kann. Walter Jr. ruft die Polizei zu Hilfe, worauf Walter seine Tochter Holly entführt. Während eines Telefonats bedroht Walter Skyler und entlastet sie, in der zutreffenden Annahme, dass er von der Polizei abgehört wird. Er meint auch, dass sie Hank nicht wiedersehen werden. Walter setzt Holly bei der Feuerwehr aus und wird am nächsten Morgen von Sauls Fluchthelfer abgeholt. |           |                                                                 |                  |                      |                                       |                   |                      |                 |
| 61 | 15        | Granit Granit-Staat (Alternativtitel)                           | Granite State    | 22. Sep. 2013        | 20. Nov. 2013                         | Peter Gould       | Peter Gould          | 6,584 Mio.      |
| Im Unterschlupf des Fluchthelfers trifft Walter auf Saul, den er erfolglos für eine Racheaktion an Jacks Gang gewinnen möchte. Anschließend wird Walter in eine einsame Berghütte in New Hampshire gebracht, in der er von der Außenwelt abgeschnitten die nächsten Monate zubringt, während sich sein Gesundheitszustand zunehmend verschlechtert. Jesse unternimmt einen Fluchtversuch und scheitert, weshalb Todd vor seinen Augen Andrea exekutiert, und droht, auch ihren Sohn Brock zu ermorden. Skyler wird von der Gang eingeschüchtert, sie solle bei den Vernehmungen kein Wort über Lydias Existenz verlieren, die nach wie vor den Vertrieb von Methamphetamin organisiert, welches durch die erzwungene Hilfe von Jesse wieder eine hohe Qualität und die von den Käufern geforderte blaue Farbe hat. Als Walter Kontakt zu seinem Sohn aufnimmt, um der Familie über dessen Schulfreund Louis Geld zukommen zu lassen, lehnt dieser wegen Hanks Tod entrüstet ab und wünscht Walter den Tod. Daraufhin ruft Walter die DEA an, gibt sich zu erkennen und lässt das Münztelefon der Kneipe, in der er sich befindet, orten. Während er bei einem Drink auf das Eintreffen der Polizei wartet, nimmt er Notiz von einem TV-Interview mit Elliot und Gretchen Schwartz, die seine Rolle bei Gray Matter Technologies auf die Namensgebung des Unternehmens reduzieren. Dabei erfährt Walter auch, dass sein Produkt nach wie vor in Umlauf gebracht wird. Aufgewühlt verlässt er die Kneipe und entkommt der Polizei. |           |                                                                 |                  |                      |                                       |                   |                      |                 |
| 62 | 16        | Felina                                                          | Felina           | 29. Sep. 2013        | 27. Nov. 2013                         | Vince Gilligan    | Vince Gilligan       | 10,28 Mio.      |
| Walter fährt nach New Mexico, wo er sich in das Haus von Elliot und Gretchen schleicht und die beiden mit einem Bluff dazu zwingt, sein verbliebenes Geld später Walter Jr. zu geben. Anschließend vergiftet er Lydia mit dem Rizin, das er in seinem alten Haus versteckt hatte, und baut einen Schwenkmechanismus, auf den er ein Maschinengewehr montiert. Nachdem er sich von seiner Familie verabschiedet und Skyler den Ort mitteilt, wo Hank und Gomez begraben sind, fährt er zu Jacks Gang, von der er den Großteil mit seiner Maschinengewehr-Konstruktion tötet. Nachdem er den verwundeten Jack mit dessen Waffe erschossen und Jesse Todd mit seinen Handfesseln stranguliert hat, gibt Walter Jesse die Möglichkeit, ihn zu töten. Als Jesse sieht, dass Walter von einem Querschläger schwer verwundet wurde, weist er das Angebot zurück. Lydias Anruf auf Todds Telefon wird von Walter beantwortet, der ihr mitteilt, dass er sie vergiftet hat. Jesse flieht mit dem Auto, Walter hingegen begibt sich in das Labor, wo er seiner Verletzung erliegt, bevor die Polizei eintrifft. |           |                                                                 |                  |                      |                                       |                   |                      |                 |

## Auszeichnungen
Emmyverleihung
- 2013: Emmy – Outstanding Drama Series
- 2013: Emmy – Outstanding Single-Camera Picture Editing for a Drama Series – „Gliding Over All“, Kelley Dixon
- 2013: Emmy – Outstanding Supporting Actress in a Drama Series – Anna Gunn
- 2014: Emmy – Outstanding Drama Series
- 2014: Emmy – Outstanding Lead Actor in a Drama Series – Bryan Cranston
- 2014: Emmy – Outstanding Single-Camera Picture Editing for a Drama Series – „Felina“, Skip MacDonald
- 2014: Emmy – Outstanding Supporting Actor in a Drama Series – Aaron Paul
- 2014: Emmy – Outstanding Supporting Actress in a Drama Series – Anna Gunn
- 2014: Emmy – Outstanding Writing for a Drama Series – „Ozymandias“, Moira Walley-Beckett

Golden Globe Awards
- 2014: Golden Globe – Best Television Series – Drama – Breaking Bad
- 2014: Golden Globe – Best Actor in a Television Series – Drama – Bryan Cranston

Screen Actors Guild Awards
- 2013: SAG Award – Outstanding Performance by an Ensemble in a Drama Series (an das ganze Ensemble)
- 2014: SAG Award – Outstanding Performance by a Male Actor in a Drama Series – Bryan Cranston

Television Critics Association Awards
- 2014: TCA Award – Program of the Year – Breaking Bad
- 2014: TCA Award – Program of the Year – Breaking Bad

Writers Guild of America Awards
- 2013: WGA Award – Best Dramatic Series (an das ganze Autorenteam)
- 2014: WGA Award – Best Dramatic Series (an das ganze Autorenteam)
- 2014: WGA Award – Best Episodic Drama – „Confessions“, Gennifer Hutchison

ACE Eddie Awards
- 2013: Eddie Award – Best Edited One-Hour Series for Commercial Television – „Dead Freight“, Skip MacDonald
- 2014: Eddie Award – Best Edited One-Hour Series for Commercial Television – „Felina“, Skip MacDonald

Directors Guild of America Awards
- 2013: DGA Award (Directors Guild of America) – Outstanding Directorial Achievement in Dramatic Series – „Fifty-One“, Rian Johnson
- 2014: DGA Award (Directors Guild of America) – Outstanding Directorial Achievement in Dramatic Series – „Felina“, Vince Gilligan